# أوغي جونز
أوغي جونز (بالإنجليزية: Augie Johns)‏ هو لاعب كرة قاعدة أمريكي، ولد في 10 سبتمبر 1899 في سانت لويس في الولايات المتحدة، وتوفي في 12 سبتمبر 1975 في سان أنطونيو في الولايات المتحدة.

## وصلات خارجية
- أوغي جونز على موقعبيزبول رفرنس.كوم (الدوري الرئيسي) (الإنجليزية)
- أوغي جونز على موقعبيزبول رفرنس.كوم (الدوري الثانوي) (الإنجليزية)